# 前121年
| 千纪： | 前1千纪 |
| 世纪： | 前3世纪 \| 前2世纪 \| 前1世纪                                                                                         |
| 年代： | 前150年代 \| 前140年代 \| 前130年代 \| 前120年代 \| 前110年代 \| 前100年代 \| 前90年代                                |
| 年份： | 前126年 \| 前125年 \| 前124年 \| 前123年 \| 前122年 \| 前121年 \| 前120年 \| 前119年 \| 前118年 \| 前117年 \| 前116年 |
| 纪年： | 西汉元狩二年 |

## 大事记
- 霍去病出隴西，殲滅匈奴渾邪王的部隊，越過焉支山一千餘里，取得了河西之戰的勝利，獲得隴西，設置涼州四郡。匈奴人哀嘆：「亡我祁連山，使我六畜不繁息；失我焉支山，使我婦女無顏色。」
- 霍去病奪取富庶的河西走廊，渾邪王率領四萬餘人投歸漢朝。霍去病拜驃騎將軍之職。
- 張騫與李廣一同到右北平攻打匈奴，但因延誤軍期，原本要被處決，他用博望侯的爵位贖罪，最後被貶為庶人；李廣也因此役而功過相抵。
- 蓋烏斯·格拉古連任羅馬共和國保民官失敗，其政敵盧基烏斯·歐皮米烏斯（英语：Lucius Opimius）廢除蓋烏斯任內提出的改革法案，雙方支持者在卡皮托爾山爆發衝突，元老院通過元老院終極議決，發動軍隊鎮壓蓋烏斯·格拉古及其追隨者，將蓋烏斯·格拉古威逼致死，格拉古兄弟改革宣告失敗。

## 逝世
- 蓋約·格拉古，羅馬共和國著名的政治家，平民派領袖。